# Savo Millini
Savo Millini, nombrado también como Savio Mellini,  (Roma, 5 de julio de 1644 - ib., 10 de febrero de 1701) fue un diplomático y cardenal italiano.

## Biografía
Nacido en el seno de una de las más influyentes familias de la nobleza romana, su familia había desempeñado puestos de relevancia en la administración de la ciudad y en el oficio de las armas al servicio del Sacro Imperio Romano Germánico y de los Estados Pontificios. 
Doctorado in utroque iure en derecho civil y canónico por la universidad "La Sapienza" de Roma, recibió las órdenes sacerdotales en 1668, desempeñando posteriormente cargos menores en la Curia Romana durante los pontificados de Alejandro VII y Clemente IX, y siendo nombrado secretario de la Congregación del Buen Gobierno con Clemente X.
En 1675 fue elegido arzobispo titular de Cesárea, y enviado a España en calidad de nuncio ante la corte de Carlos II. 
En 1681 fue transferido a la archidiócesis de Orvieto y creado cardenal en el consistorio del 1 de septiembre, pero continuó con su nunciatura en España hasta 1686, cuando recibió el capelo y el título de Santa María del Popolo, que tres años después cambió por el de San Pietro in Vincoli; en su condición de cardenal participó en los cónclaves en los que fueron elegidos los papas Alejandro VIII, Inocencio XII y Clemente XI. Entre 1692 y 1693 ofició como Camarlengo del Colegio Cardenalicio, y al año siguiente fue transferido al obispado de Sutri y Nepi.
Muerto en Roma a los 57 años de edad, fue enterrado en el panteón familiar en la Basílica de Santa María del Popolo de esta misma ciudad.
| Predecesor: Galeazzo Marescotti | Nuncio apostólico en España 1675 - 1685 | Sucesor: Marcelo Durazzo |